# ليونارد بيندر
ليونارد بيندر (بالإنجليزية: Leonard Binder)‏ هو عالم سياسة أمريكي، ولد في 20 أغسطس 1927، وتوفي في 2015.